# Distribució de Champernowne
En estadística, la distribució de Champernowne és una distribució de probabilitat simètrica i contínua, que descriu variables aleatòries que prenen tant valors positius com negatius. És una generalització de la distribució logística introduïda per David Champernowne. Champernowne va desenvolupar la distribució per descriure el logaritme dels ingressos.

## Definició
La distribució de Champernowne té una funció de densitat de probabilitat donada per
{\displaystyle f(y;\alpha ,\lambda ,y_{0})={\frac {n}{\cosh[\alpha (y-y_{0})]+\lambda }},\qquad -\infty <y<\infty ,}
on {\displaystyle \alpha ,\lambda ,y_{0}} són paràmetres positius, i n és la constant de normalització, que depèn dels paràmetres. La densitat pot ser reescrita com
{\displaystyle f(y)={\frac {n}{1/2e^{\alpha (y-y_{0})}+\lambda +1/2e^{-\alpha (y-y_{0})}}},}
utilitzant el fet que {\displaystyle \cosh y=(e^{y}+e^{-y})/2.}

### Properties
La densitat f(y) defineix una distribució simètrica amb la mediana y0, que té cues una mica més pesades que una distribució normal.

### Casos especials
El cas especial {\displaystyle \lambda =1} és una funció de densitat de Burr tipus XII.
Quan {\displaystyle y_{0}=0,\alpha =1,\lambda =1}, 
{\displaystyle f(y)={\frac {1}{e^{y}+2+e^{-y}}}={\frac {e^{y}}{(1+e^{y})^{2}}},}
que és la densitat de la distribució logística estàndard.

## Distribució dels ingressos
Si la distribució de Y, el logaritme d'ingressos, té una distribució de Champernowne, llavors la funció de densitat dels ingressos X = exp(Y) és
{\displaystyle f(x)={\frac {n}{x[1/2(x/x_{0})^{-\alpha }+\lambda +a/2(x/x_{0})^{\alpha }]}},\qquad x>0,}
on x0 = exp(y0) és l'ingrés mitjà. Si λ = 1, aquesta distribució és sovint anomenada distribució Fisk, que té densitat
{\displaystyle f(x)={\frac {\alpha x^{\alpha -1}}{x_{0}^{\alpha }[1+(x/x_{0})^{\alpha }]^{2}}},\qquad x>0.}